# Boulevard Saint-Denis (Attilio Cavallini)
Boulevard Saint-Denis è un dipinto di Attilio Cavallini. Eseguito verso il 1935, appartiene alle collezioni d'arte della Fondazione Cariplo.

## Descrizione
Si tratta di uno scorcio di Boulevard Saint-Denis, dove Cavallini prese dimora nel suo primo soggiorno parigino (1911); l'opera, attribuibile alla maturità del pittore, è caratterizzata da tocchi vivaci ed impressionisti.